# Act-Age
Act-Age (アクタージュ act-age?, Akutāju) è un manga scritto da Tatsuya Matsuki e disegnato da Shiro Usazaki. È stato pubblicato sulla rivista Weekly Shōnen Jump dal 22 gennaio 2018 all'11 agosto 2020.
La serializzazione del manga è stata interrotta il 9 agosto 2020 in seguito all'arresto di Tatsuya Matsuki, scrittore di Act-Age, per molestie in luogo pubblico ai danni di ragazze delle scuole medie. A comunicarlo è stato il dipartimento editoriale di Weekly Shōnen Jump che ha fatto concludere la serie con le uscite dei numeri 36 e 37, l'11 agosto 2020.
In Italia è stato pubblicato da Edizioni BD sotto l'etichetta J-Pop dal 4 marzo all'8 luglio 2020, interrompendosi al terzo volume.

## Trama
La storia ha inizio con l'audizione annuale per la sezione dei talenti nell'edificio della Stars, un'azienda produttrice dei più grandi colossal d'intrattenimento. Al casting si presentano oltre trentamila partecipanti con il sogno di diventare stelle del cinema; la giuria assegna ai giovani aspiranti di mettere in scena la tristezza. Nessuno però sembra riuscirci nel migliore dei modi, fatta eccezione per una ragazza sedicenne di nome Kei Yonagi, che soddisfa la richiesta in maniera naturale, quasi come se per lei fosse un'abitudine. La giovane riesce a colpire profondamente uno dei giudici ma ciò non basta e viene scartata dalla casa di produzione tanto rinomata, non venendo ritenuta all'altezza delle aspettative. Così Kei torna alla sua vita quotidiana, dove si prende cura dei suoi fratelli minori Rui e Rei completamente da sola, dato che il padre li ha abbandonati mentre la madre è venuta a mancare anni prima. Fin da bambina è attratta dal mondo cinematografico, e tramite la recitazione degli attori che vede in televisione, riesce ad immedesimarsi ed affrontare i problemi nella vita di tutti i giorni a testa alta. Nel frattempo, alla sede della Stars, la presidentessa e l'unico uomo che era a favore di Kei, discutono della ragazza e l'uomo chiede alla donna il motivo per cui non è stata accettata nonostante l'evidente talento, ma la presidentessa afferma che la recitazione del provino della giovane era stata così reale da risultare pericolosa, spiegando che quest'ultima fa inconsciamente uso del metodo Stanislavskij, una particolare tecnica di recitazione che prevede il richiamo degli eventi del proprio passato per mettere in scena le emozioni da interpretare.
Qualche giorno dopo, il figlio della presidentessa della Stars si reca a casa di Kei per farle visita e la invita a partecipare nuovamente al provino perché delle dodici attrici che vi avevano preso parte solamente quattro erano passate, ma all'ultimo minuto una di queste si è ritirata. La nuova audizione prevede una recitazione simultanea di uno scenario di paura, dove le quattro si sono perse in un bosco e vengono inseguite da un cane randagio aggressivo e molto affamato che inizia ad attaccarle. Kei, con gran maestria, mostra fin da subito un atteggiamento protettivo estremamente credibile, ma nonostante ciò viene scartata un'altra volta dalla presidentessa, sempre per lo stesso motivo, il metodo della ragazza è troppo pericoloso e autodistruttivo. La sera stessa, l'uomo che ha sempre avuto fiducia in lei, Semiji Kuroyama, le fa visita presso la sua dimora, e le rivela di essere un regista e di avere pronta per lei una parte molto importante se accetterà di lavorare con lui. Lo stesso Semiji è convinto che la fanciulla potrebbe essere proprio colei che cercava per ricoprire la parte della protagonista nel suo film più ambizioso che ha in progetto da svariato tempo, lei accetta e così inizia subito la collaborazione fra i due. Nei giorni seguenti, il regista decide di portare con sé Kei e di insegnarle tutto ciò che riguarda il mondo dello spettacolo, dal comportamento da avere su ogni set alla spiegazione di ogni ruolo riguardante la produzione cinematografica. Intanto la Stars ha in progetto un'altra audizione, più grande delle precedenti, che prevede la realizzazione di un film chiamato Death Island, per il quale serviranno ventiquattro giovani attori; la presentazione dell'annuncio viene affidata a Chiyoko Momoshiro, definita come "l'angelo" della Stars. Un mese dopo, al provino generale partecipano cinquecento persone, dove tutti sono concentrati sul ruolo e sulle possibili domande richieste dalla casa di produzione, Kei decide di ritentare la sorte, optando nuovamente per l'improvvisazione, cercando di scavare nei ricordi del suo passato o in qualche film che ha visto, per rievocare le emozioni.

## Personaggi
Kei Yonagi (夜凪 景?, Yonagi Kei)
Una splendida liceale che si ritrova a crescere i suoi fratelli più piccoli, Rui e Rei, da sola, dopo che il padre li ha lasciati e la madre è morta. Ha un talento innato per la recitazione alla Stanislavskij, in cui fa uso dei ricordi del suo passato per entrare pienamente nel ruolo che deve ricoprire. Tuttavia, il suo approccio è estremamente coinvolgente, al punto che si perde nel ruolo e diventa incapace di distinguere la finzione dalla realtà.
Sumiji Kuroyama (黒山 墨字?, Kuroyama Sumiji)
È regista e fondatore dello Studio Daikokuten. È famoso all'estero per i premi vinti in vari festival del cinema, ma non è altrettanto noto in Giappone.
Yuki Hiiragi (柊 雪?, Hiiragi Yuki)
È assistente alla regia e funge da supervisore allo Studio Daikokuten dove lavora con Kuroyama. È anche il product manager e talent manager dello studio.
Chiyoko Momoshiro (百城 千世子?, Momoshiro Chiyoko)
Soprannominata "l'Angelo", è una famosa attrice dell'agenzia Stars.
Arisa Hoshi (星 アリサ?, Hoshi Arisa)
È la fondatrice e amministratrice delegata dell'agenzia Stars.
Akira Hoshi (星 アキラ?, Hoshi Akira)
È un attore dell'agenzia Stars, nonché figlio di Arisa Hoshi.
Araya Myojin (明神 阿良也?, Myojin Araya)
È un attore teatrale incredibilmente bravo nel ricoprire qualsiasi ruolo gli viene assegnato.

## Media

### Manga
Il manga scritto da Tatsuya Matsuki e disegnato da Shiro Usazaki, è stato serializzato dal 22 gennaio 2018 all'11 agosto 2020 sulla rivista Weekly Shōnen Jump edita da Shūeisha sotto l'etichetta Jump Comics. I vari capitoli sono stati raccolti in formato tankōbon dal 2 maggio 2018 al 3 luglio 2020 per un totale di dodici volumi.
La serializzazione è stata interrotta bruscamente il 9 agosto 2020 in seguito all'arresto di Tatsuya Matsuki, scrittore della serie, per molestie in luogo pubblico ai danni di ragazze delle scuole medie. Il dipartimento editoriale di Weekly Shōnen Jump ha annunciato la conclusione della serie con le uscite dei numeri 36 e 37, pubblicati l'11 agosto 2020.
Il 17 agosto 2020, sul sito ufficiale di Weekly Shōnen Jump viene annunciato che il tredicesimo volume della serie non verrà stampato, così come i primi dodici che non verranno più ristampati per un periodo di tempo indeterminato, inoltre la distribuzione digitale è stata anche essa soppressa e svariate iniziative legate al manga sono state annullate o cambiate. La stessa casa editrice della rivista ha poi deciso di rimuovere il personaggio di Yonagi, la protagonista della serie, dal proprio canale YouTube, così come i video correlati.
Il 24 agosto 2020, Shiro Usazaki, la disegnatrice della serie, ha comunicato tramite il proprio profilo Twitter la propria solidarietà nei confronti delle vittime della spiacevole vicenda, considerandole coraggiose per aver denunciato l'accaduto nonostante lo shock e la paura. Inoltre la stessa disegnatrice ha cancellato qualsiasi riferimento o illustrazione legata al manga dal proprio profilo.
Il 24 novembre 2020 si è tenuta un'udienza al tribunale di Tokyo, dove Tatsuya Matsuki ha ammesso l'accusa di aver commesso un atto indecente nei confronti di una studentessa delle medie. L'accusa chiede una pena definitiva di un anno e sei mesi, ma la difesa chiede la sospensione della pena, sostenendo che l'imputato aveva ricevuto già come punizione la cancellazione della sua serie manga. Se tale richiesta verrà accolta, l'imputato non sconterà la pena definitiva, a condizione che rimanga in buona condotta durante il periodo di sospensione. La sentenza si è tenuta il 23 dicembre. La corte distrettuale di Tokyo ha emesso a Matsuki un verdetto di colpevolezza e una condanna a un anno e sei mesi di carcere per tre anni, tuttavia Matsuki non dovrà scontare la sua pena se rimane in buona condotta per il periodo di tempo pattuito.
La serie è stata distribuita anche negli Stati Uniti da Viz Media, in Corea del Sud da Seoul Media Group, in Francia da Ki-oon, in Spagna da Editorial Ivrea, in Thailandia da Siam Inter Comics e in Taiwan da Tongli Comics.
In Italia la serie è stata pubblicata da Edizioni BD sotto l'etichetta J-Pop dal 4 marzo all'8 luglio 2020, interrompendosi al terzo volume.Con un comunicato stampa l'editore ha annunciato di dover sospendere a tempo indeterminato la pubblicazione dell'opera per via dei problemi riscontrati in Giappone, annullando di conseguenza l'uscita del quarto volume previsto per settembre. La pubblicazione è stata interrotta anche tutti gli altri stati in cui l'opera era edita.

#### Volumi
| 1  | 2 maggio 2018 | ISBN 978-4-08-881483-4 | 4 marzo 2020   | ISBN 978-88-349-0162-5 |
| 1  | Capitoli - scene 1. Kei Yonagi (夜凪景?, Yonagi Kei) - scene 2. Il primo ingaggio (初仕事?, Hatsu shigoto) - scene 3. Fase 2 (ステージ2?, Sutēji 2) - scene 4. Cittadino A (町人A?, Chōnin A) - scene 5. Una me sconosciuta (知らない私?, Shiranai watashi) - scene 6. "L'angelo delle STARS" (“スターズの天使”?, "Sutāzu no tenshi") - scene 7. Audizione (オーディション?, Ōdishon) |                        |                |                        |
| 2  | 4 luglio 2018 | ISBN 978-4-08-881509-1 | 13 maggio 2020 | ISBN 978-88-349-0243-1 |
| 2  | Capitoli - scene 8. Audizione (2) (オーディション②?, Ōdishon 2) - scene 9. Audizione (3) (オーディション③?, Ōdishon 3) - scene 10. Faccia a faccia (顔合わせ?, Kaoawase) - scene 11. Faccia a faccia (2) (顔合わせ②?, Kaoawase 2) - scene 12. L'inizio delle riprese (クランクイン?, Kurankuin) - scene 13. La visuale dall'alto di Yonagi (夜凪の俯瞰?, Yonagi no fukan) - scene 14. Incidente (異変?, Ihen) - scene 15. La maschera di Chiyoko (千世子の仮面?, Chiyoko no kamen) - scene 16. Amici (友達?, Tomodachi)                                                  |                        |                |                        |
| 3  | 3 agosto 2018 | ISBN 978-4-08-881583-1 | 8 luglio 2020  | ISBN 978-88-349-0332-2 |
| 3  | Capitoli - scene 17. La prima scena insieme (初共演?, Hatsu Kyōen) - scene 18. Lotta con i cuscini (枕投げ?, Makuranage) - scene 19. Tempesta (嵐?, Arashi) - scene 20. Karen e Keiko (カレンとケイコ?, Karen to Keiko) - scene 21. Di profilo (横顔?, Yokogao) - scene 22. Grazie (ありがとう?, Arigatō) - scene 23. Fuochi d'artificio (花火?, Hanabi) - scene 24. Incontro (遭遇?, Sōgū) - scene 25. Araya Myojin (明神阿良也?, Myōjin Araya) |                        |                |                        |
| 4  | 2 novembre 2018 | ISBN 978-4-08-881657-9 | —              | ISBN 978-88-349-0370-4 |
| 4  | Capitoli (traduzioni letterali dei titoli) - scene 26. Decisione (覚悟?, Kakugo) - scene 27. Incarico (課題?, Kadai) - scene 28. Nuovo membro (新メンバー?, Shin Menbā) - scene 29. Spettacolo di marionette (人形劇?, Ningyō geki) - scene 30. Leggi tutto (読み合わせ?, Yomiawase) - scene 31. Come Araya ha un ruolo (阿良也の役作り?, Araya no yaku-tsukuri) - scene 32. La mia campanella (私のカムパネルラ?, Watashi no Kamupanerura) - scene 33. Paesaggio notturno (夜景?, Yakei) - scene 34. Istruzioni di recitazione (演技指導?, Engi shidō)                  |                        |                |                        |
| 5  | 4 febbraio 2019 | ISBN 978-4-08-881694-4 | —              | —                      |
| 5  | Capitoli (traduzioni letterali dei titoli) - scene 35. Segreto (秘密?, Himitsu) - scene 36. Yūjirō Iwao (巌裕次郎?, Iwao Yūjirō) - scene 37. Caos (混乱?, Konran) - scene 38. Le tende si alzano (開演?, Kaien) - scene 39. Crepa (綻び?, Hokorobi) - scene 40. La ferrovia galattica (銀河鉄道?, Ginga tetsudō) - scene 41. Una nuova stella (新星?, Shinsei) - scene 42. Akira Hoshi (星アキラ?, Hoshi Akira) - scene 43. Un gioco corretto (正しい芝居?, Tadashī shibai)                                                                                              |                        |                |                        |
| 6  | 2 maggio 2019 | ISBN 978-4-08-881795-8 | —              | —                      |
| 6  | Capitoli (traduzioni letterali dei titoli) - scene 44. Nelle mie parole (僕の言葉で?, Boku no kotoba de) - scene 45. Interludio (幕間?, Makuai) - scene 46. Ricordo (回想?, Kaisō) - scene 47. La recitazione di Araya (阿良也の芝居?, Araya no shibai) - scene 48. Addio (別れ?, Wakare) - scene 49. Araya e Iwao (阿良也と巌?, Araya to Iwao) - scene 50. Araya e Iwao (parte 2) (阿良也と巌②?, Araya to Iwao 2) - scene 51. Come stare in piedi (立ち方?, Tachi-kata) - scene 52. Curtain Call (カーテンコール?, Kāten kōru)                                          |                        |                |                        |
| 7  | 4 luglio 2019 | ISBN 978-4-08-881878-8 | —              | —                      |
| 7  | Capitoli (traduzioni letterali dei titoli) - scene 53. Funerale (告別式?, Kokubetsu-shiki) - scene 54. Eroina tragica (悲劇のヒロイン?, Higeki no hiroin) - scene 55. Normale (フツー?, Futsū) - scene 56. La ragazza alla scrivania accanto (隣の席の君?, Tonari no seki no kimi) - scene 57. L'osservatore (見学者?, Kengaku-sha) - scene 58. Celebrità (芸能人?, Geinōjin) - scene 59. Tu ad aprile (四月の君?, Shigatsu no kimi) - scene 60. Il giorno del festival (杉北祭当日?, Sugikita-sai tōjitsu) - scene 61. Quel tipo di normale (そういう普通?, Sōiu futsū) |                        |                |                        |
| 8  | 4 settembre 2019 | ISBN 978-4-08-882051-4 | —              | —                      |
| 8  | Capitoli (traduzioni letterali dei titoli) - scene 62. Shinjuku (新宿?, Shinjuku) - scene 63. Buona proposta (良い話?, Ī hanashi) - scene 64. Dichiarazione di guerra (宣戦布告?, Sensen fukoku) - scene 65. Incontrare (邂逅?, Kaikō) - scene 66. Le condizioni di Arisa (アリサの条件?, Arisa no jōken) - scene 67. Carne di prima qualità (極上の肉?, Gokujō no niku) - scene 68. Trasformazione (変身?, Henshin) - scene 69. Tre giorni (3日間?, 3-kakan) - scene 70. L'esterno (外側?, Sotogawa)                                                                    |                        |                |                        |
| 9  | 4 dicembre 2019 | ISBN 978-4-08-882103-0 | —              | —                      |
| 9  | Capitoli (traduzioni letterali dei titoli) - scene 71. Secondo giorno (2日目?, 2-ka-me) - scene 72. Sforzo (努力?, Doryoku) - scene 73. Aura (オーラ?, Ōra) - scene 74. Ruolo di supporto (助演?, Joen) - scene 75. La foto di Hanako (花子の絵?, Hanako no e) - scene 76. Possibilità di vittoria (勝機?, Shōki) - scene 77. Gioco di spada (殺陣?, Tate) - scene 78. Il padre di Yonagi (夜凪の怒り?, Yonagi no ikari) - scene 79. Conferenza stampa (記者会見?, Kisha kaiken)                                                                                         |                        |                |                        |
| 10 | 4 febbraio 2020 | ISBN 978-4-08-882205-1 | —              | —                      |
| 10 | Capitoli (traduzioni letterali dei titoli) - scene 80. Quattordici giorni rimasti (残り14日?, Nokori 14-ka) - scene 81. Lato A (サイド甲?, Saido kō) - scene 82. Confessione (告白?, Kokuhaku) - scene 83. La cosa importante (大切なのは?, Taisetsuna no wa) - scene 84. Hero (ヒーロー?, Hīrō) - scene 85. La battaglia di apertura (開戦?, Kaisen) - scene 86. Disperazione (必死?, Hisshi) - scene 87. Data di scadenza (消費期限?, Shōhi kigen) - scene 88. Come sono definito (俺の定義?, Ore no teigi)                                                            |                        |                |                        |
| 11 | 13 maggio 2020 | ISBN 978-4-08-882284-6 | —              | —                      |
| 11 | Capitoli (traduzioni letterali dei titoli) - scene 89. Nell'oceano (海の中?, Umi no naka) - scene 90. Specchio (鏡?, Kagami) - scene 91. Per Yonagi (夜凪のために?, Yonagi no tame ni) - scene 92. Avventato (我武者羅?, Gamushara) - scene 93. Forte corrente (大きな流れ?, Ōkina nagare) - scene 94. Fiamma (炎?, Honō) - scene 95. Identity (アイデンティティ?, Aidentiti) - scene 96. Limite (限界?, Genkai) - scene 97. Consegna (届け?, Todoke) - scene 98. Vento (風?, Kaze)                                                                                      |                        |                |                        |
| 12 | 3 luglio 2020 | ISBN 978-4-08-882351-5 | —              | —                      |
| 12 | Capitoli (traduzioni letterali dei titoli) - scene 99. Vincitrice (勝者?, Shōsha) - scene 100. Road Show (ロードショー?, Rōdo Shō) - scene 101. GO (GO?) - scene 102. Obiettivo (狙い?, Nerai) - scene 103. Arma (武器?, Buki) - scene 104. Detonatore (起爆剤?, Kibaku-zai) - scene 105. Lato B (サイド乙?, Saido otsu) - scene 106. Concorrenza (勝負?, Shōbu) - scene 107. Dopo la festa (打ち上げ?, Uchiage) |                        |                |                        |

#### Capitoli non ancora in formatotankōbon
- scene 108. Star (スター?, Sutā)
- scene 109. Pubblicità televisiva (テレビ CM?, Terebi CM)
- scene 110. Annuncio pubblicitario (宣伝?, Senden)
- scene 111. La cosa vera (本物?, Honmono)
- scene 112. Fama (有名人?, Yūmeijin)
- scene 113. Il sogno dell'attore definitivo (役者冥利?, Yakusha myōri)
- scene 114. Il sogno dell'attore definitivo (parte 2) (役者冥利②?, Yakusha myōri ni)
- scene 115. Pass garantito (必勝?, Hisshō)
- scene 116. Di più (もつと?, Motsuto)
- scene 117. Rubare (奪う?, Ubau)
- scene 118. Tana degli orchi (鬼の巣?, Oni no su)
- scene 119. Attrici (女優たち?, Joyūtachi)
- scene 120. Vivendo insieme (共同生活?, Kyōdō seikatsu)
- scene 121. Un altro passo (また一歩?, Mata ippo)
- scene 122. Auguri (挨拶?, Aisatsu)
- scene 123. Veleno (役者冥利?, Yakusha myōri)

### Teatro
Nel giugno 2020 venne annunciato il manga avrebbe ricevuto un adattamento teatrale intitolato Act-Age: Night on the Galactic Railroad (アクタージュ act-age～銀河鉄道の夜～?, Akutāju act-age ~Ginga tetsudō no yoru~) previsto per il 2022. L'opera sarebbe stata prodotta dall'agenzia Horipro, mentre la regia e la sceneggiatura erano ad opera di Shū Matsui. Un "provino a distanza" per il ruolo della protagonista Kei Yonagi si sarebbe dovuto tenere in tutto il Giappone. L'11 agosto 2020, dopo l'arresto dello sceneggiatore Tatsuya Matsuki e la cancellazione del manga, Horipro ha deciso di interrompere definitivamente anche i lavori riguardanti lo spettacolo teatrale.

## Accoglienza
Il manga si è classificato al terzo posto al Nationwide Bookstore Employees' Recommended Comics of 2018, un sondaggio che ha raccolto i risultati di 1100 dipendenti di librerie in Giappone. Il quinto volume è arrivato al tredicesimo posto nella classifica settimanale manga di Oricon, riuscendo a vendere 52 000 copie. A febbraio 2019, la serie ha raggiunto il traguardo di 750 000 copie vendute. La serie si è classificata al sesto posto in un sondaggio condotto da AnimeJapan chiamato "Most Wanted Anime Adaptation", ovvero l'adattamento anime più desiderato.
Nell'aprile 2019 è stato nominato come il miglior manga shōnen al quarantatreesimo premio Kodansha per i manga. A maggio 2019 ha raggiunto un milione di copie. A luglio 2019 raggiunge 1 400 000 copie.
Ad inizio novembre 2019 ha venduto 1 800 000 copie  mentre a fine mese ha superato 2 000 000 di copie.
Nel dicembre 2019, la rivista Brutus ha elencato Act-Age come uno dei "Most Dangerous Manga" (lett. "Manga più pericolosi"), che includeva opere dai temi più "stimolanti" e provocatori.
Ilaria Inglese di PLAYGAMESITALIA recensì il primo volume, trovando che questo avesse tutte le basi per consentire alla trama di evolvere in ogni direzione, consigliandolo ad un pubblico che trovava affascinante il mondo della recitazione a livello non solo superficiale. Similmente MegaNerd.it trovò che Act-Age non amava perdersi in chiacchiere e preferiva entrare immediatamente nel vivo della storia.